# Tanaostigma impilum
Tanaostigma impilum är en stekelart som beskrevs av Lasalle 1987. Tanaostigma impilum ingår i släktet Tanaostigma och familjen Tanaostigmatidae.
Artens utbredningsområde är Costa Rica. Inga underarter finns listade i Catalogue of Life.